# Metallica/Auszeichnungen für Musikverkäufe

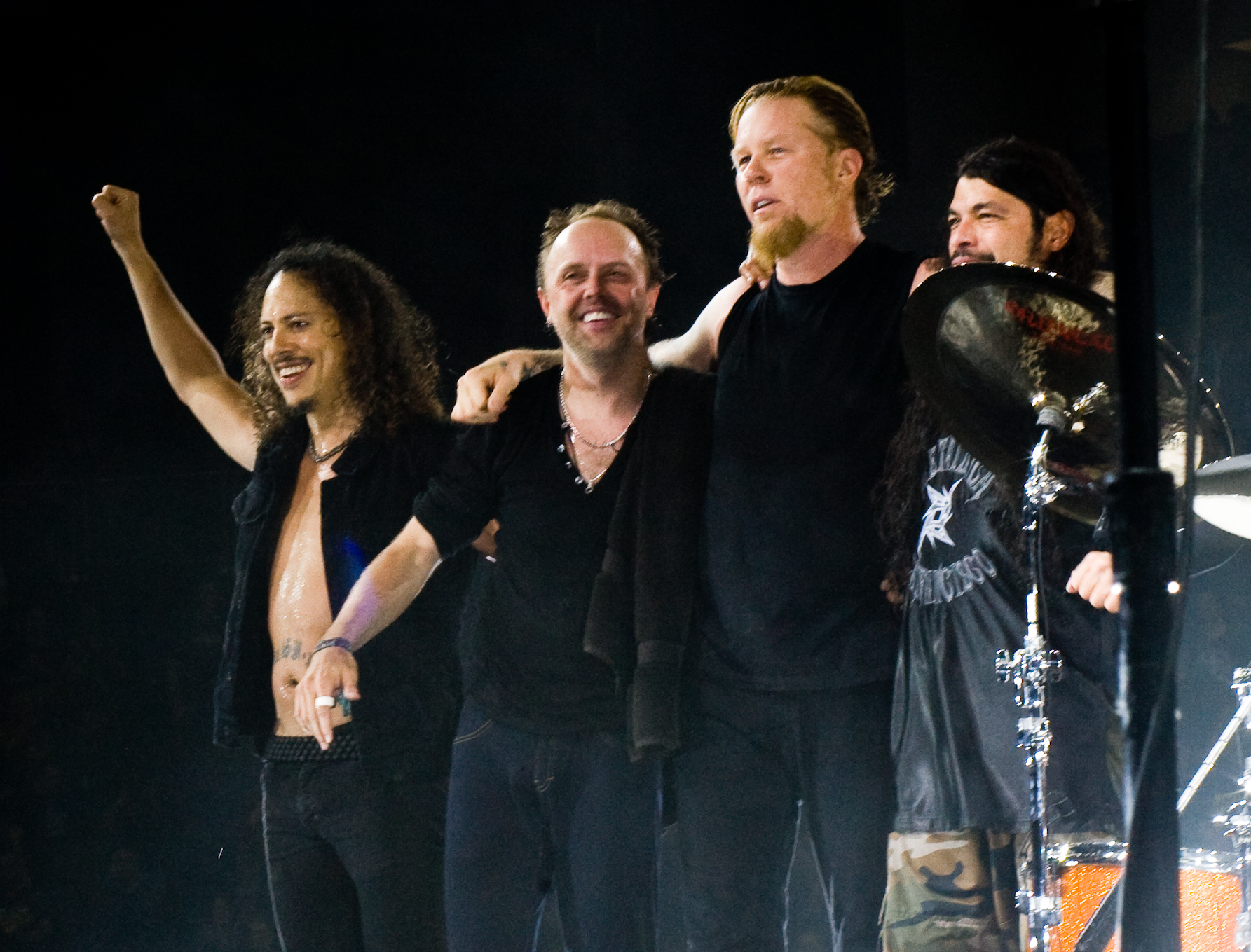
Metallica, live (2008)

Dies ist eine Übersicht über die Auszeichnungen für Musikverkäufe der US-amerikanischen Metalband Metallica. Die Auszeichnungen finden sich nach ihrer Art (Gold, Platin usw.), nach Staaten getrennt in chronologischer Reihenfolge, geordnet sowie nach den Tonträgern selbst, ebenfalls in chronologischer Reihenfolge, getrennt nach Medium (Alben, Singles usw.), wieder.

## Auszeichnungen
| - Indien - 1993: für das Album Metallica - Vereinigtes Königreich - 1989: für die Single Creeping Death - 2022: für die Single The Unforgiven - 2023: für das Album 72 Seasons - 2024: für die Single Fade to Black - 2024: für die Single Fuel - Argentinien - 1998: für das Album Garage Inc. - 2003: für das Album St. Anger - Australien - 2010: für das Videoalbum Français pour une nuit - 2010: für das Album Six Feet Down Under - 2024: für das Lied Battery - 2024: für das Lied Blackened - 2024: für die Single Creeping Death - 2024: für die Single Hardwired - 2024: für die Single Mama Said - 2024: für das Lied Seek & Destroy - 2024: für die Single The Day That Never Comes - 2024: für das Lied The Unforgiven III - 2024: für das Lied Welcome Home (Sanitarium) - Belgien - 1996: für das Album Load - 1997: für das Album ReLoad - 2001: für das Album Master of Puppets - 2003: für das Album St. Anger - 2010: für das Videoalbum Français pour une nuit - 2014: für die Single Nothing Else Matters - Brasilien - 1993: für das Album Metallica - 1997: für das Album Load - 2003: für das Album St. Anger - 2009: für das Album Death Magnetic - 2017: für das Album Hardwired…to Self-Destruct - 2024: für die Single Nothing Else Matters - 2024: für die Single The Unforgiven - 2024: für die Single Hardwired - Dänemark - 2003: für das Album St. Anger - 2021: für die Single Whiskey in the Jar - 2022: für die Single The Unforgiven II - 2023: für die Single Master of Puppets - 2023: für die Single One - Deutschland - 2010: für das Videoalbum The Big Four Live from Sofia, Bulgaria - 2019: für das Videoalbum Live Shit: Binge & Purge - 2019: für das Album Kill ’Em All - 2019: für das Videoalbum Quebec Magnetic - 2023: für das Album S&M2 - 2023: für die Single Whiskey in the Jar - 2023: für das Album 72 Seasons - 2024: für die Single Master of Puppets - 2025: für die Single The Unforgiven - Finnland - 1998: für das Album Garage Inc. - 1999: für das Album S&M - 2000: für die Single I Disappear - 2007: für das Videoalbum Cunning Stunts - Frankreich - 1996: für das Album Load - 1997: für das Album ReLoad - 2000: für das Album S&M - 2004: für das Album St. Anger - 2008: für das Album Death Magnetic - 2023: für das Album 72 Seasons - GCC - 2010: für das Album Death Magnetic - Griechenland - 1993: für das Album Metallica - 2003: für das Album St. Anger - 2022: für die Single Master of Puppets - Hongkong - 1993: für das Album Metallica - 1997: für das Album ReLoad - Island - 1993: für das Album Metallica - Israel - 1993: für das Album Metallica - Italien - 1993: für das Album Metallica - 2016: für das Album Master of Puppets - 2016: für das Album Hardwired…to Self-Destruct - 2001: für die Single Master of Puppets - 2021: für das Album Ride the Lightning - 2021: für die Single The Unforgiven - 2024: für das Album …And Justice for All - 2025: für das Album Kill ’Em All - Japan - 1994: für die Single One - 2003: für das Album St. Anger - 2008: für das Album Death Magnetic - Kanada - 1989: für das Album Garage Days Re-Revisited - 1991: für die Single Enter Sandman - 2007: für den Ringtone Enter Sandman - Mexiko - 2000: für das Album S&M - 2000: für das Album Metallica - 2008: für das Album Death Magnetic - Neuseeland - 1990: für die Single Jump in the Fire - 1996: für die Single Until It Sleeps - 2016: für das Album Hardwired…to Self-Destruct - 2021: für die Single Wherever I May Roam - 2021: für die Single Turn the Page - 2022: für die Single The Unforgiven II - 2022: für die Single Fuel - 2022: für die Single The Day That Never Comes - 2024: für das Lied Seek & Destroy - Niederlande - 1996: für das Album Load - 1997: für das Album ReLoad - 2003: für das Album St. Anger - 2017: für das Album Hardwired…to Self-Destruct - Norwegen - 1994: für das Album …And Justice for All - 1996: für die Single Until It Sleeps - 1999: für das Album Garage Inc. - 1999: für die Single Whiskey in the Jar - 2018: für das Album Hardwired…to Self-Destruct - Österreich - 1998: für das Album ReLoad - 1998: für das Album Garage Inc. - 2000: für die Single Nothing Else Matters - 2005: für das Videoalbum S&M - Polen - 2003: für das Album St. Anger - 2007: für das Videoalbum Metallica: The Videos 1989–2004 - 2007: für das Videoalbum Cunning Stunts - 2013: für das Album Metallica Through the Never - 2020: für das Album S&M2 - Portugal - 1993: für das Album Metallica - 2003: für das Album St. Anger - 2011: für das Videoalbum The Big Four Live from Sofia, Bulgaria - 2018: für das Album Hardwired…to Self-Destruct - Schweden - 1997: für die Single Until It Sleeps - 1999: für die Single Turn the Page - 1999: für die Single Whiskey in the Jar - 2000: für die Single Nothing Else Matters - 2000: für die Single I Disappear - 2007: für das Videoalbum Metallica: The Videos 1989–2004 - Schweiz - 1998: für das Album Garage Inc. - Spanien - 1993: für das Album Metallica - 1999: für das Album Garage Inc. - 2003: für das Album St. Anger - 2007: für das Videoalbum Metallica: The Videos 1989–2004 - 2008: für das Album Death Magnetic - 2016: für das Album Hardwired…to Self-Destruct - 2024: für die Single The Unforgiven - 2024: für die Single Whiskey in the Jar - 2024: für die Single One - Südkorea - 1993: für das Album Metallica - Türkei - 1993: für das Album Metallica - 2009: für das Album Death Magnetic - Ungarn - 2000: für das Album Load - 2003: für das Album St. Anger - Uruguay - 2000: für das Album Load - Vereinigte Staaten - 1990: für die Single One (Physisch) - 1991: für die Single Enter Sandman (Physisch) - 1996: für die Single Until It Sleeps - 2012: für den Mastertone One - 2012: für den Mastertone Enter Sandman - 2012: für die Single The Day That Never Comes - 2012: für die Single Nothing Else Matters - 2025: für das Lied Battery - 2025: für das Lied Blackened - 2025: für die Single Creeping Death - 2025: für die Single Don’t Tread on Me - 2025: für die Single Hardwired - 2025: für die Single Hero of the Day - 2025: für die Single I Disappear - 2025: für die Single King Nothing - 2025: für das Lied Ride the Lightning - 2025: für das Lied The Four Horsemen - 2025: für die Single The Memory Remains - 2025: für das Lied Welcome Home (Sanitarium) - 2025: für das Lied …And Justice for All - Vereinigtes Königreich - 1988: für das Album Kill ’Em All (Release Juli 1983) - 1998: für das Album ReLoad - 2003: für das Album St. Anger - 2013: für das Album Kill ’Em All (Release Dezember 1993) - 2013: für das Album Garage Inc. - 2014: für das Videoalbum Metallica Through the Never - 2016: für das Album Hardwired…to Self-Destruct - 2024: für die Single One - 2024: für die Single For Whom the Bell Tolls - 2024: für die Single Whiskey in the Jar | - Argentinien - 1990: für das Album …And Justice for All - 1991: für das Album Kill ’Em All - 1991: für das Album Master of Puppets - 1991: für das Album Subete Al Relampago - 1991: für das Videoalbum Subete Al Relampago - 1996: für das Album Load - 1997: für das Album ReLoad - 2008: für das Album Death Magnetic - 2000: für das Videoalbum S&M - 2004: für das Videoalbum Cunning Stunts - 2005: für das Videoalbum Metallica Through the Never - 2006: für das Videoalbum Metallica: The Videos 1989–2004 - 2009: für das Videoalbum Orgullo, Pasion y Gloria: Tres Noches En La Ciudad de Mexico - Australien - 1999: für das Album S&M - 2013: für das Videoalbum Quebec Magnetic - 2024: für die Single Fade to Black - 2024: für die Single Hero of the Day - 2024: für die Single St. Anger - 2024: für die Single The Memory Remains - 2024: für die Single The Unforgiven II - 2024: für die Single Turn the Page - 2024: für die Single Until It Sleeps - 2024: für das Album Hardwired…to Self-Destruct - Belgien - 2000: für das Album S&M - 2008: für das Album Death Magnetic - 2016: für das Album Hardwired…to Self-Destruct - Brasilien - 2004: für das Videoalbum S&M - 2012: für das Videoalbum Quebec Magnetic - 2015: für das Videoalbum The Big Four Live from Sofia, Bulgaria - Chile - 1993: für das Album Metallica - Dänemark - 2022: für die Single Enter Sandman - 2023: für das Album Hardwired…to Self-Destruct - Deutschland - 2007: für das Videoalbum Metallica: The Videos 1989–2004 - 2019: für das Album Ride the Lightning - 2019: für das Album Master of Puppets - 2019: für das Album Garage Inc. - 2023: für die Single Enter Sandman - Europa - 1993: für das Album Metallica - 1999: für das Album Garage Inc. - 2003: für das Album St. Anger - 2008: für das Album Death Magnetic - Finnland - 1986: für das Album Master of Puppets - 1988: für das Album …And Justice for All - 1996: für das Album Load - 1997: für das Album ReLoad - 2003: für das Album St. Anger - 2007: für das Videoalbum Metallica: The Videos 1989–2004 - Frankreich - 1994: für das Album Metallica - 2001: für das Videoalbum S&M - 2016: für das Album Hardwired…to Self-Destruct - Griechenland - 2008: für das Album Death Magnetic - 2011: für das Album Garage Inc. - 2011: für das Album S&M - 2025: für die Single Nothing Else Matters - Indonesien - 1993: für das Album Metallica - Irland - 1993: für das Album Metallica - 2008: für das Album Death Magnetic - Italien - 2019: für die Single Enter Sandman - Japan - 1993: für das Album Metallica - 1996: für das Album Load - 1997: für das Album ReLoad - Kanada - 1994: für das Album Kill ’Em All - 1994: für das Album Ride the Lightning - Mexiko - 2010: für das Videoalbum Orgullo, Pasion y Gloria: Tres Noches En La Ciudad de Mexico - Neuseeland - 1999: für das Album Garage Inc. - 2006: für das Videoalbum Metallica: The Videos 1989–2004 - 2009: für das Videoalbum Cunning Stunts - 2010: für das Album Master of Puppets - 2020: für die Single The Unforgiven - 2021: für die Single Whiskey in the Jar - 2022: für die Single For Whom the Bell Tolls - 2023: für die Single Sad but True - 2023: für die Single Fade to Black - Niederlande - 2000: für das Album S&M - Norwegen - 1997: für das Album Load - 2003: für das Album St. Anger - Österreich - 1996: für das Album Load - 2000: für das Album S&M - 2003: für das Album St. Anger - Philippinen - 1993: für das Album Metallica - Polen - 1996: für das Album Load - 1999: für das Album ReLoad - 1999: für das Album Garage Inc. - 2013: für das Videoalbum Quebec Magnetic - 2019: für das Album Metallica (Re-issue) - 2020: für das Album Master of Puppets - 2021: für das Album …And Justice for All - 2021: für das Album Kill ’Em All - 2021: für das Album Ride the Lightning - 2023: für das Album 72 Seasons - Portugal - 2008: für das Album Death Magnetic - 2013: für das Album Metallica Through the Never - 2022: für die Single Master of Puppets - Rumänien - 2019: für das Album Hardwired…to Self-Destruct - Russland - 2003: für das Album St. Anger - Schweden - 1992: für das Album Metallica - 1996: für das Album Load - 1997: für das Album ReLoad - 1999: für das Album S&M - 2000: für das Album Garage Inc. - 2003: für das Album St. Anger - 2022: für das Album Hardwired…to Self-Destruct - Schweiz - 1997: für das Album ReLoad - 2000: für das Album S&M (Mecury) - 2003: für das Album …And Justice for All - 2003: für das Album St. Anger - 2009: für das Album Death Magnetic - 2018: für das Album Hardwired…to Self-Destruct - Spanien - 1996: für das Album Load - 1998: für das Album ReLoad - 2000: für das Album S&M - 2024: für die Single Enter Sandman - 2024: für die Single Master of Puppets - Tschechien - 2018: für das Album Hardwired…to Self-Destruct - Ungarn - 2008: für das Album Death Magnetic - 2016: für das Album Hardwired…to Self-Destruct - Vereinigte Staaten - 1989: für das Videoalbum 2 of One - 1990: für das Album Garage Days Re-Revisited - 2017: für das Album Hardwired…to Self-Destruct - 2025: für das Lied Seek & Destroy - 2025: für die Single Turn the Page - 2025: für die Single Wherever I May Roam - Vereinigtes Königreich - 2013: für das Album Death Magnetic - 2013: für das Videoalbum Metallica: The Videos 1989–2004 - 2013: für das Videoalbum Metallica: Some Kind of Monster - 2013: für das Videoalbum S&M - 2016: für das Album Master of Puppets - 2017: für das Album S&M - 2019: für das Album Load - 2021: für die Single Nothing Else Matters - 2023: für das Album Ride the Lightning - 2024: für die Single Master of Puppets - 2024: für das Album …And Justice for All - Deutschland - 2023: für die Single Nothing Else Matters | - Argentinien - 1990: für das Videoalbum …And Justice for All - 1991: für das Videoalbum Master of Puppets - Australien - 2008: für das Album Death Magnetic - 2024: für die Single For Whom the Bell Tolls - 2024: für die Single Fuel - 2024: für die Single Sad but True - 2024: für die Single Wherever I May Roam - 2024: für die Single Whiskey in the Jar - 2024: für das Album Kill ’Em All - Belgien - 2008: für das Album Metallica - Dänemark - 2012: für das Album Death Magnetic - 2017: für das Album Ride the Lightning - 2023: für die Single Nothing Else Matters - 2023: für das Album Garage Inc. - Deutschland - 2007: für das Album St. Anger - 2014: für das Videoalbum Metallica Through the Never - 2017: für das Album Hardwired…to Self-Destruct - 2019: für das Album …And Justice for All - Europa - 1997: für das Album Load - 2002: für das Album S&M - 2007: für das Album ReLoad - Finnland - 2007: für das Album Metallica - 2008: für das Album Death Magnetic - Italien - 2018: für die Single Nothing Else Matters - 2022: für das Album Metallica - Kanada - 2001: für das Album ReLoad - 2003: für das Album St. Anger - Kolumbien - 1998: für das Album Metallica - Malaysia - 1993: für das Album Metallica - Neuseeland - 1998: für das Album ReLoad - 2003: für das Album St. Anger - 2010: für das Album S&M - 2018: für das Album Death Magnetic - 2023: für die Single Master of Puppets - Niederlande - 1996: für das Album Metallica - Österreich - 2000: für das Album Metallica - 2017: für das Album Hardwired…to Self-Destruct - Polen - 2001: für das Album S&M - Schweden - 2008: für das Album Death Magnetic - Schweiz - 2003: für das Album S&M (Vertigo) - 2004: für das Album Metallica (Vertigo) - 2005: für das Album Metallica (Mecury) - Spanien - 2024: für die Single Nothing Else Matters - Vereinigte Staaten - 2003: für das Album St. Anger - 2010: für das Album Death Magnetic - 2012: für das Videoalbum The Big Four Live from Sofia, Bulgaria - 2025: für die Single Fade to Black - 2025: für die Single Sad but True - 2025: für die Single The Unforgiven - Vereinigtes Königreich - 2013: für das Videoalbum Cunning Stunts - 2024: für die Single Enter Sandman - Deutschland - 2019: für das Album Load - 2019: für das Album Death Magnetic - 2019: für das Album S&M - 2020: für das Album ReLoad - Australien - 2024: für die Single Master of Puppets - 2024: für die Single The Unforgiven - 2024: für das Album …And Justice for All - 2024: für das Album Garage Inc. - 2024: für das Album Master of Puppets - 2024: für das Album Ride the Lightning - 2024: für das Album S&M - 2024: für das Album St. Anger - Brasilien - 2010: für das Videoalbum Orgullo, Pasion y Gloria: Tres Noches En La Ciudad de Mexico - Frankreich - 2009: für das Videoalbum Français pour une nuit - Kanada - 1994: für das Album …And Justice for All - 2000: für das Album S&M - 2018: für das Album Hardwired…to Self-Destruct - Mexiko - 2017: für das Album Hardwired…to Self-Destruct - Neuseeland - 1996: für das Album Load - 2025: für die Single One - Norwegen - 2012: für das Album Metallica - Polen - 2010: für das Videoalbum The Big Four Live from Sofia, Bulgaria - Russland - 2008: für das Album Death Magnetic - Vereinigte Staaten - 1997: für das Videoalbum A Year and a Half in the Life of Metallica - 2004: für das Videoalbum Cunning Stunts - 2025: für die Single For Whom the Bell Tolls - 2025: für die Single Master of Puppets - Vereinigtes Königreich - 2023: für das Album Metallica - Australien - 2024: für die Single One - Deutschland - 2019: für das Album Metallica - Kanada - 1997: für das Album Load - 2009: für das Album Death Magnetic - Neuseeland - 1989: für das Album …And Justice for All - Portugal - 2011: für das Videoalbum S&M - Vereinigte Staaten - 1999: für das Videoalbum Cliff ’em All - 2025: für das Album Kill ’Em All - 2025: für das Album ReLoad - Argentinien - 1991: für das Album Metallica - Australien - 2024: für das Album Load - 2024: für das Album ReLoad - Neuseeland - 2024: für die Single Enter Sandman - 2025: für die Single Nothing Else Matters - Vereinigte Staaten - 2000: für das Album Garage Inc. - 2003: für das Album S&M - 2003: für das Album Load - 2025: für die Single One (Digital) - Kanada - 2012: für das Album Master of Puppets - Vereinigte Staaten - 2003: für das Videoalbum S&M - 2012: für das Album Ride the Lightning - Australien - 2010: für das Videoalbum S&M - 2013: für das Videoalbum Metallica: The Videos 1989–2004 - 2024: für die Single Nothing Else Matters - Dänemark - 2023: für das Album Metallica - Vereinigte Staaten - 2003: für das Album …And Justice for All - 2025: für das Album Master of Puppets - Vereinigte Staaten - 2025: für die Single Enter Sandman (Digital) - Neuseeland - 2010: für das Album Metallica - Australien - 2025: für die Single Enter Sandman - Australien - 2021: für das Album Metallica - Vereinigte Staaten - 2025: für das Videoalbum Live Shit: Binge & Purge - Kanada - 1998: für das Album Metallica - Polen - 2016: für das Album Death Magnetic - 2024: für das Album Hardwired…to Self-Destruct - Vereinigte Staaten - 2025: für das Album Metallica |

## Auszeichnungen nach Alben

### Kill ’Em All
| Land/Region                  | Auszeichnungen für Musikverkäufe (Land/Region, Auszeichnung, Verkäufe) | Verkäufe  |
| ---------------------------- | ---------------------------------------------------------------------- | --------- |
| Argentinien (CAPIF)          | Platin                                                                 | 60.000    |
| Australien (ARIA)            | 2× Platin                                                              | 140.000   |
| Deutschland (BVMI)           | Gold                                                                   | 250.000   |
| Italien (FIMI)               | Gold                                                                   | 25.000    |
| Kanada (MC)                  | Platin                                                                 | 100.000   |
| Polen (ZPAV)                 | Platin                                                                 | 20.000    |
| Vereinigte Staaten (RIAA)    | 4× Platin                                                              | 4.000.000 |
| Vereinigtes Königreich (BPI) | Gold (Original 1983) · + Gold (Neuauflage 1993)                        | 200.000   |
| Insgesamt                    | 4× Gold · 9× Platin ·                                                  | 4.795.000 |

### Ride the Lightning
| Land/Region                  | Auszeichnungen für Musikverkäufe (Land/Region, Auszeichnung, Verkäufe) | Verkäufe  |
| ---------------------------- | ---------------------------------------------------------------------- | --------- |
| Australien (ARIA)            | 3× Platin                                                              | 210.000   |
| Dänemark (IFPI)              | 2× Platin                                                              | 40.000    |
| Deutschland (BVMI)           | Platin                                                                 | 500.000   |
| Italien (FIMI)               | Gold                                                                   | 25.000    |
| Kanada (MC)                  | Platin                                                                 | 100.000   |
| Polen (ZPAV)                 | Platin                                                                 | 20.000    |
| Vereinigte Staaten (RIAA)    | 6× Platin                                                              | 6.000.000 |
| Vereinigtes Königreich (BPI) | Platin                                                                 | 300.000   |
| Insgesamt                    | 1× Gold · 15× Platin ·                                                 | 7.195.000 |

### Master of Puppets
| Land/Region                  | Auszeichnungen für Musikverkäufe (Land/Region, Auszeichnung, Verkäufe) | Verkäufe  |
| ---------------------------- | ---------------------------------------------------------------------- | --------- |
| Argentinien (CAPIF)          | Platin                                                                 | 60.000    |
| Australien (ARIA)            | 3× Platin                                                              | 210.000   |
| Belgien (BRMA)               | Gold                                                                   | 25.000    |
| Deutschland (BVMI)           | Platin                                                                 | 500.000   |
| Finnland (IFPI)              | Platin                                                                 | 57.647    |
| Italien (FIMI)               | Gold                                                                   | 25.000    |
| Kanada (MC)                  | 6× Platin                                                              | 600.000   |
| Neuseeland (RMNZ)            | Platin                                                                 | 15.000    |
| Polen (ZPAV)                 | Platin                                                                 | 20.000    |
| Vereinigte Staaten (RIAA)    | 8× Platin                                                              | 8.000.000 |
| Vereinigtes Königreich (BPI) | Platin                                                                 | 300.000   |
| Insgesamt                    | 2× Gold · 23× Platin ·                                                 | 9.812.647 |

### Garage Days Re-Revisited
| Land/Region               | Auszeichnungen für Musikverkäufe (Land/Region, Auszeichnung, Verkäufe) | Verkäufe  |
| ------------------------- | ---------------------------------------------------------------------- | --------- |
| Kanada (MC)               | Gold                                                                   | 50.000    |
| Vereinigte Staaten (RIAA) | Platin                                                                 | 1.000.000 |
| Insgesamt                 | 1× Gold · 1× Platin ·                                                  | 1.050.000 |

### …And Justice for All
| Land/Region                  | Auszeichnungen für Musikverkäufe (Land/Region, Auszeichnung, Verkäufe) | Verkäufe   |
| ---------------------------- | ---------------------------------------------------------------------- | ---------- |
| Argentinien (CAPIF)          | Platin                                                                 | 60.000     |
| Australien (ARIA)            | 3× Platin                                                              | 210.000    |
| Deutschland (BVMI)           | 2× Platin                                                              | 1.000.000  |
| Finnland (IFPI)              | Platin                                                                 | 51.051     |
| Italien (FIMI)               | Gold                                                                   | 25.000     |
| Kanada (MC)                  | 3× Platin                                                              | 300.000    |
| Neuseeland (RMNZ)            | 4× Platin                                                              | 80.000     |
| Norwegen (IFPI)              | Gold                                                                   | 25.000     |
| Polen (ZPAV)                 | Platin                                                                 | 20.000     |
| Schweiz (IFPI)               | Platin                                                                 | 50.000     |
| Vereinigte Staaten (RIAA)    | 8× Platin                                                              | 8.000.000  |
| Vereinigtes Königreich (BPI) | Platin                                                                 | 300.000    |
| Insgesamt                    | 2× Gold · 25× Platin ·                                                 | 10.121.051 |

### Metallica
| Land/Region                  | Auszeichnungen für Musikverkäufe (Land/Region, Auszeichnung, Verkäufe) | Verkäufe    |
| ---------------------------- | ---------------------------------------------------------------------- | ----------- |
| Argentinien (CAPIF)          | 5× Platin                                                              | 300.000     |
| Australien (ARIA)            | 13× Platin                                                             | 910.000     |
| Belgien (BRMA)               | 2× Platin                                                              | 100.000     |
| Brasilien (PMB)              | Gold                                                                   | 100.000     |
| Chile (IFPI)                 | Platin                                                                 | 25.000      |
| Dänemark (IFPI)              | 8× Platin                                                              | 160.000     |
| Deutschland (BVMI)           | 4× Platin                                                              | 2.000.000   |
| Europa (IFPI)                | Platin                                                                 | (1.000.000) |
| Finnland (IFPI)              | 2× Platin                                                              | 112.856     |
| Frankreich (SNEP)            | Platin                                                                 | 300.000     |
| Griechenland (IFPI)          | Gold                                                                   | 30.000      |
| Hongkong (IFPI/HKRIA)        | Gold                                                                   | 10.000      |
| Indien (IMI)                 | Silber                                                                 | 15.000      |
| Indonesien (ASIRI)           | Platin                                                                 | 50.000      |
| Irland (IRMA)                | Platin                                                                 | 15.000      |
| Island (IFPI)                | Gold                                                                   | 3.000       |
| Israel (IFPI)                | Gold                                                                   | 20.000      |
| Italien (FIMI)               | Gold (1993) · + 2× Platin (2022)                                       | 150.000     |
| Japan (RIAJ)                 | Platin                                                                 | 200.000     |
| Kanada (MC)                  | Diamant                                                                | 1.000.000   |
| Kolumbien (ASINCOL)          | 2× Platin                                                              | 70.000      |
| Malaysia (RIM)               | 2× Platin                                                              | 100.000     |
| Mexiko (AMPROFON)            | Gold                                                                   | 100.000     |
| Neuseeland (RMNZ)            | 10× Platin                                                             | 150.000     |
| Niederlande (NVPI)           | 2× Platin                                                              | 200.000     |
| Norwegen (IFPI)              | 3× Platin                                                              | 150.000     |
| Österreich (IFPI)            | 2× Platin                                                              | 100.000     |
| Philippinen (PARI)           | Platin                                                                 | 40.000      |
| Polen (ZPAV)                 | Platin                                                                 | 100.000     |
| Portugal (AFP)               | Gold                                                                   | 20.000      |
| Schweden (IFPI)              | Platin                                                                 | 100.000     |
| Schweiz (IFPI)               | 2× Platin (Mercury) · + 2× Platin (Vertigo)                            | 200.000     |
| Spanien (Promusicae)         | Gold                                                                   | 50.000      |
| Südkorea (KMCA)              | Gold                                                                   | 15.000      |
| Türkei (Mü-YAP)              | Gold                                                                   | 20.000      |
| Vereinigte Staaten (RIAA)    | 2× Diamant                                                             | 20.000.000  |
| Vereinigtes Königreich (BPI) | 3× Platin                                                              | 900.000     |
| Insgesamt                    | 1× Silber · 11× Gold · 82× Platin · 3× Diamant ·                       | 27.815.856  |

### Load
| Land/Region                  | Auszeichnungen für Musikverkäufe (Land/Region, Auszeichnung, Verkäufe) | Verkäufe    |
| ---------------------------- | ---------------------------------------------------------------------- | ----------- |
| Argentinien (CAPIF)          | Platin                                                                 | 60.000      |
| Australien (ARIA)            | 5× Platin                                                              | 350.000     |
| Belgien (BRMA)               | Gold                                                                   | 25.000      |
| Brasilien (PMB)              | Gold                                                                   | 100.000     |
| Deutschland (BVMI)           | 5× Gold                                                                | 1.250.000   |
| Europa (IFPI)                | 2× Platin                                                              | (2.000.000) |
| Finnland (IFPI)              | Platin                                                                 | 64.384      |
| Frankreich (SNEP)            | Gold                                                                   | 100.000     |
| Japan (RIAJ)                 | Platin                                                                 | 200.000     |
| Kanada (MC)                  | 4× Platin                                                              | 400.000     |
| Neuseeland (RMNZ)            | 3× Platin                                                              | 45.000      |
| Niederlande (NVPI)           | Gold                                                                   | 50.000      |
| Norwegen (IFPI)              | Platin                                                                 | 50.000      |
| Österreich (IFPI)            | Platin                                                                 | 50.000      |
| Polen (ZPAV)                 | Platin                                                                 | 100.000     |
| Schweden (IFPI)              | Platin                                                                 | 100.000     |
| Spanien (Promusicae)         | Platin                                                                 | 100.000     |
| Ungarn (MAHASZ)              | Gold                                                                   | 25.000      |
| Uruguay (CUD)                | Gold                                                                   | 3.000       |
| Vereinigte Staaten (RIAA)    | 5× Platin                                                              | 5.000.000   |
| Vereinigtes Königreich (BPI) | Platin                                                                 | 300.000     |
| Insgesamt                    | 7× Gold · 30× Platin ·                                                 | 8.372.384   |

### ReLoad
| Land/Region                  | Auszeichnungen für Musikverkäufe (Land/Region, Auszeichnung, Verkäufe) | Verkäufe    |
| ---------------------------- | ---------------------------------------------------------------------- | ----------- |
| Argentinien (CAPIF)          | Platin                                                                 | 60.000      |
| Australien (ARIA)            | 5× Platin                                                              | 350.000     |
| Belgien (BRMA)               | Gold                                                                   | (25.000)    |
| Deutschland (BVMI)           | 5× Gold                                                                | (1.250.000) |
| Europa (IFPI)                | 2× Platin                                                              | 2.000.000   |
| Finnland (IFPI)              | Platin                                                                 | (45.271)    |
| Frankreich (SNEP)            | Gold                                                                   | (100.000)   |
| Hongkong (IFPI/HKRIA)        | Gold                                                                   | 10.000      |
| Japan (RIAJ)                 | Platin                                                                 | 200.000     |
| Kanada (MC)                  | 2× Platin                                                              | 200.000     |
| Neuseeland (RMNZ)            | 2× Platin                                                              | 30.000      |
| Niederlande (NVPI)           | Gold                                                                   | (50.000)    |
| Österreich (IFPI)            | Gold                                                                   | (25.000)    |
| Polen (ZPAV)                 | Platin                                                                 | (100.000)   |
| Schweden (IFPI)              | Platin                                                                 | (100.000)   |
| Schweiz (IFPI)               | Platin                                                                 | (50.000)    |
| Spanien (Promusicae)         | Platin                                                                 | (100.000)   |
| Vereinigte Staaten (RIAA)    | 4× Platin                                                              | 4.000.000   |
| Vereinigtes Königreich (BPI) | Gold                                                                   | (100.000)   |
| Insgesamt                    | 7× Gold · 24× Platin ·                                                 | 6.850.000   |

### Garage Inc.
| Land/Region                  | Auszeichnungen für Musikverkäufe (Land/Region, Auszeichnung, Verkäufe) | Verkäufe  |
| ---------------------------- | ---------------------------------------------------------------------- | --------- |
| Argentinien (CAPIF)          | Gold                                                                   | 30.000    |
| Australien (ARIA)            | 3× Platin                                                              | 210.000   |
| Dänemark (IFPI)              | 2× Platin                                                              | (40.000)  |
| Deutschland (BVMI)           | Platin                                                                 | (500.000) |
| Europa (IFPI)                | Platin                                                                 | 1.000.000 |
| Finnland (IFPI)              | Gold                                                                   | (27.446)  |
| Griechenland (IFPI)          | Platin                                                                 | (6.000)   |
| Neuseeland (RMNZ)            | Platin                                                                 | 15.000    |
| Norwegen (IFPI)              | Gold                                                                   | (25.000)  |
| Österreich (IFPI)            | Gold                                                                   | (25.000)  |
| Polen (ZPAV)                 | Platin                                                                 | (100.000) |
| Schweden (IFPI)              | Platin                                                                 | (80.000)  |
| Schweiz (IFPI)               | Gold                                                                   | (25.000)  |
| Spanien (Promusicae)         | Gold                                                                   | (50.000)  |
| Vereinigte Staaten (RIAA)    | 5× Platin                                                              | 5.000.000 |
| Vereinigtes Königreich (BPI) | Gold                                                                   | (100.000) |
| Insgesamt                    | 7× Gold · 16× Platin ·                                                 | 6.255.000 |

### S&M
| Land/Region                  | Auszeichnungen für Musikverkäufe (Land/Region, Auszeichnung, Verkäufe) | Verkäufe  |
| ---------------------------- | ---------------------------------------------------------------------- | --------- |
| Argentinien (CAPIF)          | Platin                                                                 | 60.000    |
| Australien (ARIA)            | 3× Platin                                                              | 210.000   |
| Belgien (BRMA)               | Platin                                                                 | (50.000)  |
| Deutschland (BVMI)           | 5× Gold                                                                | (750.000) |
| Europa (IFPI)                | 2× Platin                                                              | 2.000.000 |
| Finnland (IFPI)              | Platin                                                                 | (22.831)  |
| Frankreich (SNEP)            | Gold                                                                   | (100.000) |
| Griechenland (IFPI)          | Platin                                                                 | (6.000)   |
| Kanada (MC)                  | 3× Platin                                                              | 300.000   |
| Mexiko (AMPROFON)            | Gold                                                                   | 75.000    |
| Neuseeland (RMNZ)            | 2× Platin                                                              | 30.000    |
| Niederlande (NVPI)           | Platin                                                                 | (80.000)  |
| Österreich (IFPI)            | Platin                                                                 | (50.000)  |
| Polen (ZPAV)                 | 2× Platin                                                              | (200.000) |
| Schweden (IFPI)              | Platin                                                                 | (100.000) |
| Schweiz (IFPI)               | Platin (Mercury) · + 2× Platin (Vertigo)                               | (150.000) |
| Spanien (Promusicae)         | Platin                                                                 | (100.000) |
| Vereinigte Staaten (RIAA)    | 5× Platin                                                              | 5.000.000 |
| Vereinigtes Königreich (BPI) | Platin                                                                 | (300.000) |
| Insgesamt                    | 4× Gold · 30× Platin ·                                                 | 7.675.000 |

### St. Anger
| Land/Region                  | Auszeichnungen für Musikverkäufe (Land/Region, Auszeichnung, Verkäufe) | Verkäufe    |
| ---------------------------- | ---------------------------------------------------------------------- | ----------- |
| Argentinien (CAPIF)          | Gold                                                                   | 20.000      |
| Australien (ARIA)            | 3× Platin                                                              | 210.000     |
| Belgien (BRMA)               | Gold                                                                   | 25.000      |
| Brasilien (PMB)              | Gold                                                                   | 50.000      |
| Dänemark (IFPI)              | Gold                                                                   | 20.000      |
| Deutschland (BVMI)           | 2× Platin                                                              | 400.000     |
| Europa (IFPI)                | Platin                                                                 | (1.000.000) |
| Finnland (IFPI)              | Platin                                                                 | 35.725      |
| Frankreich (SNEP)            | Gold                                                                   | 100.000     |
| Griechenland (IFPI)          | Gold                                                                   | 15.000      |
| Japan (RIAJ)                 | Gold                                                                   | 100.000     |
| Kanada (MC)                  | 2× Platin                                                              | 200.000     |
| Neuseeland (RMNZ)            | 2× Platin                                                              | 30.000      |
| Niederlande (NVPI)           | Gold                                                                   | 40.000      |
| Norwegen (IFPI)              | Platin                                                                 | 40.000      |
| Österreich (IFPI)            | Platin                                                                 | 50.000      |
| Polen (ZPAV)                 | Gold                                                                   | 35.000      |
| Portugal (AFP)               | Gold                                                                   | 40.000      |
| Russland (NFPF)              | Platin                                                                 | 20.000      |
| Schweden (IFPI)              | Platin                                                                 | 60.000      |
| Schweiz (IFPI)               | Platin                                                                 | 50.000      |
| Spanien (Promusicae)         | Gold                                                                   | 50.000      |
| Ungarn (MAHASZ)              | Gold                                                                   | 15.000      |
| Vereinigte Staaten (RIAA)    | 2× Platin                                                              | 2.000.000   |
| Vereinigtes Königreich (BPI) | Gold                                                                   | 100.000     |
| Insgesamt                    | 13× Gold · 18× Platin ·                                                | 3.705.725   |

### Death Magnetic
| Land/Region                  | Auszeichnungen für Musikverkäufe (Land/Region, Auszeichnung, Verkäufe) | Verkäufe    |
| ---------------------------- | ---------------------------------------------------------------------- | ----------- |
| Argentinien (CAPIF)          | Platin                                                                 | 40.000      |
| Australien (ARIA)            | 2× Platin                                                              | 140.000     |
| Belgien (BRMA)               | Platin                                                                 | 30.000      |
| Brasilien (PMB)              | Gold                                                                   | 30.000      |
| Dänemark (IFPI)              | 2× Platin                                                              | 40.000      |
| Deutschland (BVMI)           | 5× Gold                                                                | 500.000     |
| Europa (IFPI)                | Platin                                                                 | (1.000.000) |
| Finnland (IFPI)              | 2× Platin                                                              | 79.415      |
| Frankreich (SNEP)            | Gold                                                                   | 75.000      |
| Golf-Kooperationsrat (IFPI)  | Gold                                                                   | 3.000       |
| Griechenland (IFPI)          | Platin                                                                 | 15.000      |
| Irland (IRMA)                | Platin                                                                 | 15.000      |
| Japan (RIAJ)                 | Gold                                                                   | 100.000     |
| Kanada (MC)                  | 4× Platin                                                              | 320.000     |
| Mexiko (AMPROFON)            | Gold                                                                   | 40.000      |
| Neuseeland (RMNZ)            | 2× Platin                                                              | 30.000      |
| Polen (ZPAV)                 | Diamant                                                                | 100.000     |
| Portugal (AFP)               | Platin                                                                 | 20.000      |
| Russland (NFPF)              | 3× Platin                                                              | 60.000      |
| Schweden (IFPI)              | 2× Platin                                                              | 80.000      |
| Schweiz (IFPI)               | Platin                                                                 | 30.000      |
| Spanien (Promusicae)         | Gold                                                                   | 40.000      |
| Türkei (Mü-YAP)              | Gold                                                                   | 5.000       |
| Ungarn (MAHASZ)              | Platin                                                                 | 6.000       |
| Vereinigte Staaten (RIAA)    | 2× Platin                                                              | 2.000.000   |
| Vereinigtes Königreich (BPI) | Platin                                                                 | 300.000     |
| Insgesamt                    | 7× Gold · 30× Platin · 1× Diamant ·                                    | 4.038.415   |

### Six Feet Down Under
| Land/Region       | Auszeichnungen für Musikverkäufe (Land/Region, Auszeichnung, Verkäufe) | Verkäufe |
| ----------------- | ---------------------------------------------------------------------- | -------- |
| Australien (ARIA) | Gold                                                                   | 35.000   |
| Insgesamt         | 1× Gold ·                                                              | 35.000   |

### Metallica Through the Never
| Land/Region    | Auszeichnungen für Musikverkäufe (Land/Region, Auszeichnung, Verkäufe) | Verkäufe |
| -------------- | ---------------------------------------------------------------------- | -------- |
| Polen (ZPAV)   | Gold                                                                   | 20.000   |
| Portugal (AFP) | Platin                                                                 | 15.000   |
| Insgesamt      | 1× Gold · 1× Platin ·                                                  | 35.000   |

### Hardwired…to Self-Destruct
| Land/Region                  | Auszeichnungen für Musikverkäufe (Land/Region, Auszeichnung, Verkäufe) | Verkäufe  |
| ---------------------------- | ---------------------------------------------------------------------- | --------- |
| Australien (ARIA)            | Platin                                                                 | 70.000    |
| Belgien (BRMA)               | Platin                                                                 | 30.000    |
| Brasilien (PMB)              | Gold                                                                   | 20.000    |
| Dänemark (IFPI)              | Platin                                                                 | 20.000    |
| Deutschland (BVMI)           | 2× Platin                                                              | 400.000   |
| Frankreich (SNEP)            | Platin                                                                 | 100.000   |
| Italien (FIMI)               | Gold                                                                   | 25.000    |
| Kanada (MC)                  | 3× Platin                                                              | 240.000   |
| Mexiko (AMPROFON)            | 3× Platin                                                              | 180.000   |
| Neuseeland (RMNZ)            | Gold                                                                   | 7.500     |
| Niederlande (NVPI)           | Gold                                                                   | 20.000    |
| Norwegen (IFPI)              | Gold                                                                   | 10.000    |
| Österreich (IFPI)            | 2× Platin                                                              | 30.000    |
| Polen (ZPAV)                 | Diamant                                                                | 100.000   |
| Portugal (AFP)               | Gold                                                                   | 7.500     |
| Rumänien (UFPR)              | Platin                                                                 | 100.000   |
| Schweden (IFPI)              | Platin                                                                 | 30.000    |
| Schweiz (IFPI)               | Platin                                                                 | 20.000    |
| Spanien (Promusicae)         | Gold                                                                   | 20.000    |
| Tschechien (IFPI)            | Platin                                                                 | 5.000     |
| Ungarn (MAHASZ)              | Platin                                                                 | 2.000     |
| Vereinigte Staaten (RIAA)    | Platin                                                                 | 1.000.000 |
| Vereinigtes Königreich (BPI) | Gold                                                                   | 100.000   |
| Insgesamt                    | 8× Gold · 20× Platin · 1× Diamant ·                                    | 2.537.000 |

### S&M2
| Land/Region        | Auszeichnungen für Musikverkäufe (Land/Region, Auszeichnung, Verkäufe) | Verkäufe |
| ------------------ | ---------------------------------------------------------------------- | -------- |
| Deutschland (BVMI) | Gold                                                                   | 100.000  |
| Polen (ZPAV)       | Gold                                                                   | 10.000   |
| Insgesamt          | 2× Gold ·                                                              | 110.000  |

### 72 Seasons
| Land/Region                  | Auszeichnungen für Musikverkäufe (Land/Region, Auszeichnung, Verkäufe) | Verkäufe |
| ---------------------------- | ---------------------------------------------------------------------- | -------- |
| Deutschland (BVMI)           | Gold                                                                   | 100.000  |
| Frankreich (SNEP)            | Gold                                                                   | 50.000   |
| Polen (ZPAV)                 | Platin                                                                 | 20.000   |
| Vereinigtes Königreich (BPI) | Silber                                                                 | 60.000   |
| Insgesamt                    | 1× Silber · 2× Gold · 1× Platin ·                                      | 230.000  |

## Auszeichnungen nach Singles

### Jump in the Fire
| Land/Region       | Auszeichnungen für Musikverkäufe (Land/Region, Auszeichnung, Verkäufe) | Verkäufe |
| ----------------- | ---------------------------------------------------------------------- | -------- |
| Neuseeland (RMNZ) | Gold                                                                   | 5.000    |
| Insgesamt         | 1× Gold ·                                                              | 5.000    |

### Creeping Death
| Land/Region                  | Auszeichnungen für Musikverkäufe (Land/Region, Auszeichnung, Verkäufe) | Verkäufe |
| ---------------------------- | ---------------------------------------------------------------------- | -------- |
| Australien (ARIA)            | Gold                                                                   | 35.000   |
| Vereinigte Staaten (RIAA)    | Gold                                                                   | 500.000  |
| Vereinigtes Königreich (BPI) | Silber                                                                 | 250.000  |
| Insgesamt                    | 1× Silber · 2× Gold ·                                                  | 785.000  |

### Fade to Black
| Land/Region                  | Auszeichnungen für Musikverkäufe (Land/Region, Auszeichnung, Verkäufe) | Verkäufe  |
| ---------------------------- | ---------------------------------------------------------------------- | --------- |
| Australien (ARIA)            | Platin                                                                 | 70.000    |
| Neuseeland (RMNZ)            | Platin                                                                 | 30.000    |
| Vereinigte Staaten (RIAA)    | 2× Platin                                                              | 2.000.000 |
| Vereinigtes Königreich (BPI) | Silber                                                                 | 200.000   |
| Insgesamt                    | 1× Silber · 4× Platin ·                                                | 2.300.000 |

### For Whom the Bell Tolls
| Land/Region                  | Auszeichnungen für Musikverkäufe (Land/Region, Auszeichnung, Verkäufe) | Verkäufe  |
| ---------------------------- | ---------------------------------------------------------------------- | --------- |
| Australien (ARIA)            | 2× Platin                                                              | 140.000   |
| Neuseeland (RMNZ)            | Platin                                                                 | 30.000    |
| Vereinigte Staaten (RIAA)    | 3× Platin                                                              | 3.000.000 |
| Vereinigtes Königreich (BPI) | Gold                                                                   | 400.000   |
| Insgesamt                    | 1× Gold · 6× Platin ·                                                  | 3.570.000 |

### Master of Puppets
| Land/Region                  | Auszeichnungen für Musikverkäufe (Land/Region, Auszeichnung, Verkäufe) | Verkäufe  |
| ---------------------------- | ---------------------------------------------------------------------- | --------- |
| Australien (ARIA)            | 3× Platin                                                              | 210.000   |
| Dänemark (IFPI)              | Gold                                                                   | 45.000    |
| Deutschland (BVMI)           | Gold                                                                   | 300.000   |
| Griechenland (IFPI)          | Gold                                                                   | 10.000    |
| Italien (FIMI)               | Gold                                                                   | 25.000    |
| Neuseeland (RMNZ)            | 2× Platin                                                              | 60.000    |
| Portugal (AFP)               | Platin                                                                 | 20.000    |
| Spanien (Promusicae)         | Platin                                                                 | 60.000    |
| Vereinigte Staaten (RIAA)    | 3× Platin                                                              | 3.000.000 |
| Vereinigtes Königreich (BPI) | Platin                                                                 | 600.000   |
| Insgesamt                    | 4× Gold · 11× Platin ·                                                 | 4.330.000 |

### One
| Land/Region                  | Auszeichnungen für Musikverkäufe (Land/Region, Auszeichnung, Verkäufe) | Verkäufe  |
| ---------------------------- | ---------------------------------------------------------------------- | --------- |
| Australien (ARIA)            | 4× Platin                                                              | 280.000   |
| Dänemark (IFPI)              | Gold                                                                   | 45.000    |
| Japan (RIAJ)                 | Gold                                                                   | 50.000    |
| Neuseeland (RMNZ)            | 3× Platin                                                              | 90.000    |
| Spanien (Promusicae)         | Gold                                                                   | 30.000    |
| Vereinigte Staaten (RIAA)    | Gold (Physisch) · + 5× Platin (Digital) · + Gold (Mastertone)          | 6.000.000 |
| Vereinigtes Königreich (BPI) | Gold                                                                   | 400.000   |
| Insgesamt                    | 6× Gold · 12× Platin ·                                                 | 6.895.000 |

### …And Justice for All
| Land/Region               | Auszeichnungen für Musikverkäufe (Land/Region, Auszeichnung, Verkäufe) | Verkäufe |
| ------------------------- | ---------------------------------------------------------------------- | -------- |
| Vereinigte Staaten (RIAA) | Gold                                                                   | 500.000  |
| Insgesamt                 | 1× Gold ·                                                              | 500.000  |

### Enter Sandman
| Land/Region                  | Auszeichnungen für Musikverkäufe (Land/Region, Auszeichnung, Verkäufe) | Verkäufe   |
| ---------------------------- | ---------------------------------------------------------------------- | ---------- |
| Australien (ARIA)            | 11× Platin                                                             | 770.000    |
| Dänemark (IFPI)              | Platin                                                                 | 90.000     |
| Deutschland (BVMI)           | Platin                                                                 | 500.000    |
| Italien (FIMI)               | Platin                                                                 | 50.000     |
| Kanada (MC)                  | Gold (Single) · + Gold (Ringtone)                                      | 70.000     |
| Neuseeland (RMNZ)            | 5× Platin                                                              | 150.000    |
| Spanien (Promusicae)         | Platin                                                                 | 60.000     |
| Vereinigte Staaten (RIAA)    | 9× Platin (Digital) · + Gold (Physisch) · + Gold (Mastertone)          | 10.000.000 |
| Vereinigtes Königreich (BPI) | 2× Platin                                                              | 1.200.000  |
| Insgesamt                    | 4× Gold · 31× Platin ·                                                 | 12.890.000 |

### Don’t Tread on Me
| Land/Region               | Auszeichnungen für Musikverkäufe (Land/Region, Auszeichnung, Verkäufe) | Verkäufe |
| ------------------------- | ---------------------------------------------------------------------- | -------- |
| Vereinigte Staaten (RIAA) | Gold                                                                   | 500.000  |
| Insgesamt                 | 1× Gold ·                                                              | 500.000  |

### The Unforgiven
| Land/Region                  | Auszeichnungen für Musikverkäufe (Land/Region, Auszeichnung, Verkäufe) | Verkäufe  |
| ---------------------------- | ---------------------------------------------------------------------- | --------- |
| Australien (ARIA)            | 3× Platin                                                              | 210.000   |
| Brasilien (PMB)              | Gold                                                                   | 30.000    |
| Deutschland (BVMI)           | Gold                                                                   | 300.000   |
| Italien (FIMI)               | Gold                                                                   | 35.000    |
| Neuseeland (RMNZ)            | Platin                                                                 | 30.000    |
| Spanien (Promusicae)         | Gold                                                                   | 30.000    |
| Vereinigte Staaten (RIAA)    | 2× Platin                                                              | 2.000.000 |
| Vereinigtes Königreich (BPI) | Silber                                                                 | 200.000   |
| Insgesamt                    | 1× Silber · 4× Gold · 6× Platin ·                                      | 2.835.000 |

### Nothing Else Matters
| Land/Region                  | Auszeichnungen für Musikverkäufe (Land/Region, Auszeichnung, Verkäufe) | Verkäufe  |
| ---------------------------- | ---------------------------------------------------------------------- | --------- |
| Australien (ARIA)            | 7× Platin                                                              | 490.000   |
| Belgien (BRMA)               | Gold                                                                   | 25.000    |
| Brasilien (PMB)              | Gold                                                                   | 30.000    |
| Dänemark (IFPI)              | 2× Platin                                                              | 180.000   |
| Deutschland (BVMI)           | 3× Gold                                                                | 900.000   |
| Griechenland (IFPI)          | Platin                                                                 | 20.000    |
| Italien (FIMI)               | 2× Platin                                                              | 100.000   |
| Neuseeland (RMNZ)            | 5× Platin                                                              | 150.000   |
| Österreich (IFPI)            | Gold                                                                   | 25.000    |
| Schweden (IFPI)              | Gold                                                                   | 15.000    |
| Spanien (Promusicae)         | 2× Platin                                                              | 120.000   |
| Vereinigte Staaten (RIAA)    | Gold                                                                   | 500.000   |
| Vereinigtes Königreich (BPI) | Platin                                                                 | 600.000   |
| Insgesamt                    | 6× Gold · 21× Platin ·                                                 | 3.155.000 |

### Wherever I May Roam
| Land/Region               | Auszeichnungen für Musikverkäufe (Land/Region, Auszeichnung, Verkäufe) | Verkäufe  |
| ------------------------- | ---------------------------------------------------------------------- | --------- |
| Australien (ARIA)         | 2× Platin                                                              | 140.000   |
| Neuseeland (RMNZ)         | Gold                                                                   | 15.000    |
| Vereinigte Staaten (RIAA) | Platin                                                                 | 1.000.000 |
| Insgesamt                 | 1× Gold · 3× Platin ·                                                  | 1.155.000 |

### Sad but True
| Land/Region               | Auszeichnungen für Musikverkäufe (Land/Region, Auszeichnung, Verkäufe) | Verkäufe  |
| ------------------------- | ---------------------------------------------------------------------- | --------- |
| Australien (ARIA)         | 2× Platin                                                              | 140.000   |
| Neuseeland (RMNZ)         | Platin                                                                 | 30.000    |
| Vereinigte Staaten (RIAA) | 2× Platin                                                              | 2.000.000 |
| Insgesamt                 | 5× Platin ·                                                            | 2.170.000 |

### Until It Sleeps
| Land/Region               | Auszeichnungen für Musikverkäufe (Land/Region, Auszeichnung, Verkäufe) | Verkäufe |
| ------------------------- | ---------------------------------------------------------------------- | -------- |
| Australien (ARIA)         | Platin                                                                 | 70.000   |
| Neuseeland (RMNZ)         | Gold                                                                   | 5.000    |
| Norwegen (IFPI)           | Gold                                                                   | 10.000   |
| Schweden (IFPI)           | Gold                                                                   | 15.000   |
| Vereinigte Staaten (RIAA) | Gold                                                                   | 500.000  |
| Insgesamt                 | 4× Gold · 1× Platin ·                                                  | 600.000  |

### Hero of the Day
| Land/Region               | Auszeichnungen für Musikverkäufe (Land/Region, Auszeichnung, Verkäufe) | Verkäufe |
| ------------------------- | ---------------------------------------------------------------------- | -------- |
| Australien (ARIA)         | Platin                                                                 | 70.000   |
| Vereinigte Staaten (RIAA) | Gold                                                                   | 500.000  |
| Insgesamt                 | 1× Gold · 1× Platin ·                                                  | 570.000  |

### Mama Said
| Land/Region       | Auszeichnungen für Musikverkäufe (Land/Region, Auszeichnung, Verkäufe) | Verkäufe |
| ----------------- | ---------------------------------------------------------------------- | -------- |
| Australien (ARIA) | Gold                                                                   | 35.000   |
| Insgesamt         | 1× Gold ·                                                              | 35.000   |

### King Nothing
| Land/Region               | Auszeichnungen für Musikverkäufe (Land/Region, Auszeichnung, Verkäufe) | Verkäufe |
| ------------------------- | ---------------------------------------------------------------------- | -------- |
| Vereinigte Staaten (RIAA) | Gold                                                                   | 500.000  |
| Insgesamt                 | 1× Gold ·                                                              | 500.000  |

### The Memory Remains
| Land/Region               | Auszeichnungen für Musikverkäufe (Land/Region, Auszeichnung, Verkäufe) | Verkäufe |
| ------------------------- | ---------------------------------------------------------------------- | -------- |
| Australien (ARIA)         | Platin                                                                 | 70.000   |
| Vereinigte Staaten (RIAA) | Gold                                                                   | 500.000  |
| Insgesamt                 | 1× Gold · 1× Platin ·                                                  | 570.000  |

### The Unforgiven II
| Land/Region       | Auszeichnungen für Musikverkäufe (Land/Region, Auszeichnung, Verkäufe) | Verkäufe |
| ----------------- | ---------------------------------------------------------------------- | -------- |
| Australien (ARIA) | Platin                                                                 | 70.000   |
| Dänemark (IFPI)   | Gold                                                                   | 45.000   |
| Neuseeland (RMNZ) | Gold                                                                   | 15.000   |
| Insgesamt         | 2× Gold · 1× Platin ·                                                  | 130.000  |

### Fuel
| Land/Region                  | Auszeichnungen für Musikverkäufe (Land/Region, Auszeichnung, Verkäufe) | Verkäufe |
| ---------------------------- | ---------------------------------------------------------------------- | -------- |
| Australien (ARIA)            | 2× Platin                                                              | 140.000  |
| Neuseeland (RMNZ)            | Gold                                                                   | 15.000   |
| Vereinigtes Königreich (BPI) | Silber                                                                 | 200.000  |
| Insgesamt                    | 1× Silber · 1× Gold · 2× Platin ·                                      | 355.000  |

### Turn the Page
| Land/Region               | Auszeichnungen für Musikverkäufe (Land/Region, Auszeichnung, Verkäufe) | Verkäufe  |
| ------------------------- | ---------------------------------------------------------------------- | --------- |
| Australien (ARIA)         | Platin                                                                 | 70.000    |
| Neuseeland (RMNZ)         | Gold                                                                   | 15.000    |
| Schweden (IFPI)           | Gold                                                                   | 15.000    |
| Vereinigte Staaten (RIAA) | Platin                                                                 | 1.000.000 |
| Insgesamt                 | 2× Gold · 2× Platin ·                                                  | 1.100.000 |

### Whiskey in the Jar
| Land/Region                  | Auszeichnungen für Musikverkäufe (Land/Region, Auszeichnung, Verkäufe) | Verkäufe |
| ---------------------------- | ---------------------------------------------------------------------- | -------- |
| Australien (ARIA)            | 2× Platin                                                              | 140.000  |
| Dänemark (IFPI)              | Gold                                                                   | 45.000   |
| Deutschland (BVMI)           | Gold                                                                   | 250.000  |
| Neuseeland (RMNZ)            | Platin                                                                 | 30.000   |
| Norwegen (IFPI)              | Gold                                                                   | 10.000   |
| Schweden (IFPI)              | Gold                                                                   | 15.000   |
| Spanien (Promusicae)         | Gold                                                                   | 30.000   |
| Vereinigtes Königreich (BPI) | Gold                                                                   | 400.000  |
| Insgesamt                    | 6× Gold · 3× Platin ·                                                  | 920.000  |

### I Disappear
| Land/Region               | Auszeichnungen für Musikverkäufe (Land/Region, Auszeichnung, Verkäufe) | Verkäufe |
| ------------------------- | ---------------------------------------------------------------------- | -------- |
| Finnland (IFPI)           | Gold                                                                   | 5.641    |
| Schweden (IFPI)           | Gold                                                                   | 15.000   |
| Vereinigte Staaten (RIAA) | Gold                                                                   | 500.000  |
| Insgesamt                 | 3× Gold ·                                                              | 520.641  |

### St. Anger
| Land/Region       | Auszeichnungen für Musikverkäufe (Land/Region, Auszeichnung, Verkäufe) | Verkäufe |
| ----------------- | ---------------------------------------------------------------------- | -------- |
| Australien (ARIA) | Platin                                                                 | 70.000   |
| Insgesamt         | 1× Platin ·                                                            | 70.000   |

### The Day That Never Comes
| Land/Region               | Auszeichnungen für Musikverkäufe (Land/Region, Auszeichnung, Verkäufe) | Verkäufe |
| ------------------------- | ---------------------------------------------------------------------- | -------- |
| Australien (ARIA)         | Gold                                                                   | 35.000   |
| Neuseeland (RMNZ)         | Gold                                                                   | 15.000   |
| Vereinigte Staaten (RIAA) | Gold                                                                   | 500.000  |
| Insgesamt                 | 3× Gold ·                                                              | 550.000  |

### Hardwired
| Land/Region               | Auszeichnungen für Musikverkäufe (Land/Region, Auszeichnung, Verkäufe) | Verkäufe |
| ------------------------- | ---------------------------------------------------------------------- | -------- |
| Australien (ARIA)         | Gold                                                                   | 35.000   |
| Brasilien (PMB)           | Gold                                                                   | 30.000   |
| Vereinigte Staaten (RIAA) | Gold                                                                   | 500.000  |
| Insgesamt                 | 3× Gold ·                                                              | 565.000  |

## Auszeichnungen nach Liedern

### Battery
| Land/Region               | Auszeichnungen für Musikverkäufe (Land/Region, Auszeichnung, Verkäufe) | Verkäufe |
| ------------------------- | ---------------------------------------------------------------------- | -------- |
| Australien (ARIA)         | Gold                                                                   | 35.000   |
| Vereinigte Staaten (RIAA) | Gold                                                                   | 500.000  |
| Insgesamt                 | 2× Gold ·                                                              | 535.000  |

### Blackened
| Land/Region               | Auszeichnungen für Musikverkäufe (Land/Region, Auszeichnung, Verkäufe) | Verkäufe |
| ------------------------- | ---------------------------------------------------------------------- | -------- |
| Australien (ARIA)         | Gold                                                                   | 35.000   |
| Vereinigte Staaten (RIAA) | Gold                                                                   | 500.000  |
| Insgesamt                 | 2× Gold ·                                                              | 535.000  |

### Seek & Destroy
| Land/Region               | Auszeichnungen für Musikverkäufe (Land/Region, Auszeichnung, Verkäufe) | Verkäufe  |
| ------------------------- | ---------------------------------------------------------------------- | --------- |
| Australien (ARIA)         | Gold                                                                   | 35.000    |
| Neuseeland (RMNZ)         | Gold                                                                   | 15.000    |
| Vereinigte Staaten (RIAA) | Platin                                                                 | 1.000.000 |
| Insgesamt                 | 2× Gold · 1× Platin ·                                                  | 1.050.000 |

### Ride the Lightning
| Land/Region               | Auszeichnungen für Musikverkäufe (Land/Region, Auszeichnung, Verkäufe) | Verkäufe |
| ------------------------- | ---------------------------------------------------------------------- | -------- |
| Vereinigte Staaten (RIAA) | Gold                                                                   | 500.000  |
| Insgesamt                 | 1× Gold ·                                                              | 500.000  |

### The Four Horsemen
| Land/Region               | Auszeichnungen für Musikverkäufe (Land/Region, Auszeichnung, Verkäufe) | Verkäufe |
| ------------------------- | ---------------------------------------------------------------------- | -------- |
| Vereinigte Staaten (RIAA) | Gold                                                                   | 500.000  |
| Insgesamt                 | 1× Gold ·                                                              | 500.000  |

### The Unforgiven III
| Land/Region       | Auszeichnungen für Musikverkäufe (Land/Region, Auszeichnung, Verkäufe) | Verkäufe |
| ----------------- | ---------------------------------------------------------------------- | -------- |
| Australien (ARIA) | Gold                                                                   | 35.000   |
| Insgesamt         | 1× Gold ·                                                              | 35.000   |

### Welcome Home (Sanitarium)
| Land/Region               | Auszeichnungen für Musikverkäufe (Land/Region, Auszeichnung, Verkäufe) | Verkäufe |
| ------------------------- | ---------------------------------------------------------------------- | -------- |
| Australien (ARIA)         | Gold                                                                   | 35.000   |
| Vereinigte Staaten (RIAA) | Gold                                                                   | 500.000  |
| Insgesamt                 | 2× Gold ·                                                              | 535.000  |

## Auszeichnungen nach Videoalben

### Subete Al Relampago
| Land/Region         | Auszeichnungen für Musikverkäufe (Land/Region, Auszeichnung, Verkäufe) | Verkäufe |
| ------------------- | ---------------------------------------------------------------------- | -------- |
| Argentinien (CAPIF) | Platin                                                                 | 8.000    |
| Insgesamt           | 1× Platin ·                                                            | 8.000    |

### Master of Puppets
| Land/Region         | Auszeichnungen für Musikverkäufe (Land/Region, Auszeichnung, Verkäufe) | Verkäufe |
| ------------------- | ---------------------------------------------------------------------- | -------- |
| Argentinien (CAPIF) | 2× Platin                                                              | 16.000   |
| Insgesamt           | 2× Platin ·                                                            | 16.000   |

### …And Justice for All
| Land/Region         | Auszeichnungen für Musikverkäufe (Land/Region, Auszeichnung, Verkäufe) | Verkäufe |
| ------------------- | ---------------------------------------------------------------------- | -------- |
| Argentinien (CAPIF) | 2× Platin                                                              | 16.000   |
| Insgesamt           | 2× Platin ·                                                            | 16.000   |

### Cliff ’em All
| Land/Region               | Auszeichnungen für Musikverkäufe (Land/Region, Auszeichnung, Verkäufe) | Verkäufe |
| ------------------------- | ---------------------------------------------------------------------- | -------- |
| Vereinigte Staaten (RIAA) | 4× Platin                                                              | 400.000  |
| Insgesamt                 | 4× Platin ·                                                            | 400.000  |

### 2 of One
| Land/Region               | Auszeichnungen für Musikverkäufe (Land/Region, Auszeichnung, Verkäufe) | Verkäufe |
| ------------------------- | ---------------------------------------------------------------------- | -------- |
| Vereinigte Staaten (RIAA) | Platin                                                                 | 100.000  |
| Insgesamt                 | 1× Platin ·                                                            | 100.000  |

### A Year and a Half in the Life of Metallica
| Land/Region               | Auszeichnungen für Musikverkäufe (Land/Region, Auszeichnung, Verkäufe) | Verkäufe |
| ------------------------- | ---------------------------------------------------------------------- | -------- |
| Vereinigte Staaten (RIAA) | 3× Platin                                                              | 300.000  |
| Insgesamt                 | 3× Platin ·                                                            | 300.000  |

### Live Shit: Binge & Purge
| Land/Region               | Auszeichnungen für Musikverkäufe (Land/Region, Auszeichnung, Verkäufe) | Verkäufe  |
| ------------------------- | ---------------------------------------------------------------------- | --------- |
| Deutschland (BVMI)        | Gold                                                                   | 25.000    |
| Vereinigte Staaten (RIAA) | 21× Platin                                                             | 2.100.000 |
| Insgesamt                 | 1× Gold · 21× Platin ·                                                 | 2.125.000 |

### Cunning Stunts
| Land/Region                  | Auszeichnungen für Musikverkäufe (Land/Region, Auszeichnung, Verkäufe) | Verkäufe |
| ---------------------------- | ---------------------------------------------------------------------- | -------- |
| Argentinien (CAPIF)          | Platin                                                                 | 8.000    |
| Finnland (IFPI)              | Gold                                                                   | 6.376    |
| Neuseeland (RMNZ)            | Platin                                                                 | 5.000    |
| Polen (ZPAV)                 | Gold                                                                   | 5.000    |
| Vereinigte Staaten (RIAA)    | 3× Platin                                                              | 300.000  |
| Vereinigtes Königreich (BPI) | 2× Platin                                                              | 100.000  |
| Insgesamt                    | 2× Gold · 7× Platin ·                                                  | 424.376  |

### S&M
| Land/Region                  | Auszeichnungen für Musikverkäufe (Land/Region, Auszeichnung, Verkäufe) | Verkäufe |
| ---------------------------- | ---------------------------------------------------------------------- | -------- |
| Argentinien (CAPIF)          | Platin                                                                 | 8.000    |
| Australien (ARIA)            | 7× Platin                                                              | 105.000  |
| Brasilien (PMB)              | Platin                                                                 | 50.000   |
| Frankreich (SNEP)            | Platin                                                                 | 20.000   |
| Österreich (IFPI)            | Gold                                                                   | 6.000    |
| Portugal (AFP)               | 4× Platin                                                              | 32.000   |
| Vereinigte Staaten (RIAA)    | 6× Platin                                                              | 600.000  |
| Vereinigtes Königreich (BPI) | Platin                                                                 | 50.000   |
| Insgesamt                    | 1× Gold · 21× Platin ·                                                 | 850.000  |

### Metallica: Some Kind of Monster
| Land/Region                  | Auszeichnungen für Musikverkäufe (Land/Region, Auszeichnung, Verkäufe) | Verkäufe |
| ---------------------------- | ---------------------------------------------------------------------- | -------- |
| Vereinigtes Königreich (BPI) | Platin                                                                 | 50.000   |
| Insgesamt                    | 1× Platin ·                                                            | 50.000   |

### Metallica: The Videos 1989–2004
| Land/Region                  | Auszeichnungen für Musikverkäufe (Land/Region, Auszeichnung, Verkäufe) | Verkäufe |
| ---------------------------- | ---------------------------------------------------------------------- | -------- |
| Argentinien (CAPIF)          | Platin                                                                 | 8.000    |
| Australien (ARIA)            | 7× Platin                                                              | 105.000  |
| Deutschland (BVMI)           | Platin                                                                 | 50.000   |
| Finnland (IFPI)              | Platin                                                                 | 16.033   |
| Neuseeland (RMNZ)            | Platin                                                                 | 5.000    |
| Polen (ZPAV)                 | Gold                                                                   | 5.000    |
| Schweden (IFPI)              | Gold                                                                   | 10.000   |
| Spanien (Promusicae)         | Gold                                                                   | 10.000   |
| Vereinigtes Königreich (BPI) | Platin                                                                 | 50.000   |
| Insgesamt                    | 3× Gold · 12× Platin ·                                                 | 259.033  |

### Français pour une nuit
| Land/Region       | Auszeichnungen für Musikverkäufe (Land/Region, Auszeichnung, Verkäufe) | Verkäufe |
| ----------------- | ---------------------------------------------------------------------- | -------- |
| Australien (ARIA) | Gold                                                                   | 7.500    |
| Belgien (BRMA)    | Gold                                                                   | 25.000   |
| Frankreich (SNEP) | 3× Platin                                                              | 45.000   |
| Insgesamt         | 2× Gold · 3× Platin ·                                                  | 70.500   |

### Orgullo, Pasion y Gloria: Tres Noches En La Ciudad de Mexico
| Land/Region         | Auszeichnungen für Musikverkäufe (Land/Region, Auszeichnung, Verkäufe) | Verkäufe |
| ------------------- | ---------------------------------------------------------------------- | -------- |
| Argentinien (CAPIF) | Platin                                                                 | 8.000    |
| Brasilien (PMB)     | 3× Platin                                                              | 90.000   |
| Mexiko (AMPROFON)   | Platin                                                                 | 20.000   |
| Insgesamt           | 5× Platin ·                                                            | 118.000  |

### The Big Four Live from Sofia, Bulgaria
| Land/Region               | Auszeichnungen für Musikverkäufe (Land/Region, Auszeichnung, Verkäufe) | Verkäufe |
| ------------------------- | ---------------------------------------------------------------------- | -------- |
| Brasilien (PMB)           | Platin                                                                 | 30.000   |
| Deutschland (BVMI)        | Gold                                                                   | 25.000   |
| Polen (ZPAV)              | 3× Platin                                                              | 30.000   |
| Portugal (AFP)            | Gold                                                                   | 4.000    |
| Vereinigte Staaten (RIAA) | 2× Platin                                                              | 200.000  |
| Insgesamt                 | 2× Gold · 6× Platin ·                                                  | 289.000  |

### Quebec Magnetic
| Land/Region        | Auszeichnungen für Musikverkäufe (Land/Region, Auszeichnung, Verkäufe) | Verkäufe |
| ------------------ | ---------------------------------------------------------------------- | -------- |
| Australien (ARIA)  | Platin                                                                 | 15.000   |
| Brasilien (PMB)    | Platin                                                                 | 30.000   |
| Deutschland (BVMI) | Gold                                                                   | 25.000   |
| Polen (ZPAV)       | Platin                                                                 | 10.000   |
| Insgesamt          | 1× Gold · 3× Platin ·                                                  | 80.000   |

### Metallica Through the Never
| Land/Region                  | Auszeichnungen für Musikverkäufe (Land/Region, Auszeichnung, Verkäufe) | Verkäufe |
| ---------------------------- | ---------------------------------------------------------------------- | -------- |
| Deutschland (BVMI)           | 2× Platin                                                              | 100.000  |
| Vereinigtes Königreich (BPI) | Gold                                                                   | 25.000   |
| Insgesamt                    | 1× Gold · 2× Platin ·                                                  | 125.000  |

## Statistik und Quellen
| Land/RegionAuszeichnungen für Musikverkäufe (Land/Region, Auszeichnungen, Verkäufe, Quellen) | Silber     | Gold         | Platin         | Diamant     | Verkäufe     | Quellen                                                                               |
| -------------------------------------------------------------------------------------------- | ---------- | ------------ | -------------- | ----------- | ------------ | ------------------------------------------------------------------------------------- |
| Argentinien (CAPIF)                                                                          | —          | 2× Gold2     | 23× Platin23   | —           | 690.000      | capif.org.ar                                                                          |
| Australien (ARIA)                                                                            | —          | 11× Gold11   | 106× Platin106 | —           | 7.217.500    | aria.com.au                                                                           |
| Belgien (BRMA)                                                                               | —          | 6× Gold6     | 5× Platin5     | —           | 360.000      | ultratop.be                                                                           |
| Brasilien (PMB)                                                                              | —          | 8× Gold8     | 6× Platin6     | —           | 590.000      | pro-musicabr.org.br                                                                   |
| Chile (IFPI)                                                                                 | —          | —            | Platin1        | —           | 25.000       | Einzelnachweise                                                                       |
| Dänemark (IFPI)                                                                              | —          | 5× Gold5     | 18× Platin18   | —           | 770.000      | ifpi.dk                                                                               |
| Deutschland (BVMI)                                                                           | —          | 14× Gold14   | 26× Platin26   | —           | 11.975.000   | musikindustrie.de                                                                     |
| Europa (IFPI)                                                                                | —          | —            | 10× Platin10   | —           | (10.000.000) | ifpi.org (Memento vom 1. Januar 2014 im Internet Archive)                             |
| Finnland (IFPI)                                                                              | —          | 4× Gold4     | 10× Platin10   | —           | 524.676      | ifpi.fi                                                                               |
| Frankreich (SNEP)                                                                            | —          | 6× Gold6     | 6× Platin6     | —           | 865.000      | snepmusique.com                                                                       |
| Golf-Kooperationsrat (IFPI)                                                                  | —          | Gold1        | —              | —           | 3.000        | ifpi.org                                                                              |
| Griechenland (IFPI)                                                                          | —          | 3× Gold3     | 4× Platin4     | —           | 77.000       | Einzelnachweise                                                                       |
| Hongkong (IFPI/HKRIA)                                                                        | —          | 2× Gold2     | —              | —           | 20.000       | ifpihk.org                                                                            |
| Indien (IMI)                                                                                 | Silber1    | —            | —              | —           | 15.000       | Einzelnachweise                                                                       |
| Indonesien (ASIRI)                                                                           | —          | —            | Platin1        | —           | 50.000       | Einzelnachweise                                                                       |
| Irland (IRMA)                                                                                | —          | —            | 2× Platin2     | —           | 30.000       | irishcharts.ie                                                                        |
| Island (IFPI)                                                                                | —          | Gold1        | —              | —           | 3.000        | Einzelnachweise                                                                       |
| Israel (IFPI)                                                                                | —          | Gold1        | —              | —           | 20.000       | Einzelnachweise                                                                       |
| Italien (FIMI)                                                                               | —          | 8× Gold8     | 5× Platin5     | —           | 525.000      | fimi.it                                                                               |
| Japan (RIAJ)                                                                                 | —          | 3× Gold3     | 3× Platin3     | —           | 850.000      | riaj.or.jp                                                                            |
| Kanada (MC)                                                                                  | —          | 3× Gold3     | 29× Platin29   | Diamant1    | 3.760.000    | musiccanada.com                                                                       |
| Kolumbien (ASINCOL)                                                                          | —          | —            | 2× Platin2     | —           | 70.000       | Einzelnachweise                                                                       |
| Malaysia (RIM)                                                                               | —          | —            | 2× Platin2     | —           | 100.000      | Einzelnachweise                                                                       |
| Mexiko (AMPROFON)                                                                            | —          | 3× Gold3     | 4× Platin4     | —           | 465.000      | amprofon.com.mx                                                                       |
| Neuseeland (RMNZ)                                                                            | —          | 10× Gold10   | 51× Platin51   | —           | 1.122.500    | aotearoamusiccharts.co.nz NZ2 (Memento vom 24. Juli 2011 im Internet Archive) NZ3 NZ4 |
| Niederlande (NVPI)                                                                           | —          | 4× Gold4     | 3× Platin3     | —           | 440.000      | nvpi.nl                                                                               |
| Norwegen (IFPI)                                                                              | —          | 4× Gold4     | 5× Platin5     | —           | 315.000      | ifpi.no NO2                                                                           |
| Österreich (IFPI)                                                                            | —          | 4× Gold4     | 7× Platin7     | —           | 340.000      | ifpi.at                                                                               |
| Philippinen (PARI)                                                                           | —          | —            | Platin1        | —           | 40.000       | Einzelnachweise                                                                       |
| Polen (ZPAV)                                                                                 | —          | 5× Gold5     | 15× Platin15   | 2× Diamant2 | 900.000      | olis.pl                                                                               |
| Portugal (AFP)                                                                               | —          | 4× Gold4     | 7× Platin7     | —           | 158.500      | Einzelnachweise                                                                       |
| Rumänien (UFPR)                                                                              | —          | —            | Platin1        | —           | 100.000      | Einzelnachweise                                                                       |
| Russland (NFPF)                                                                              | —          | —            | 4× Platin4     | —           | 80.000       | 2m-online.ru                                                                          |
| Schweden (IFPI)                                                                              | —          | 6× Gold6     | 9× Platin9     | —           | 675.000      | sverigetopplistan.se                                                                  |
| Schweiz (IFPI)                                                                               | —          | Gold1        | 12× Platin12   | —           | 580.000      | hitparade.ch                                                                          |
| Spanien (Promusicae)                                                                         | —          | 9× Gold9     | 7× Platin7     | —           | 870.000      | elportaldemusica.es ES2                                                               |
| Südkorea (KMCA)                                                                              | —          | Gold1        | —              | —           | 15.000       | Einzelnachweise                                                                       |
| Tschechien (IFPI)                                                                            | —          | —            | Platin1        | —           | 5.000        | Einzelnachweise                                                                       |
| Türkei (Mü-YAP)                                                                              | —          | 2× Gold2     | —              | —           | 25.000       | mu-yap.org (Memento vom 7. Oktober 2011 im Internet Archive)                          |
| Ungarn (MAHASZ)                                                                              | —          | 2× Gold2     | 2× Platin2     | —           | 84.000       | slagerlistak.hu                                                                       |
| Uruguay (CUD)                                                                                | —          | Gold1        | —              | —           | 3.000        | cudisco.org (Memento vom 9. Dezember 2004 im Internet Archive)                        |
| Vereinigte Staaten (RIAA)                                                                    | —          | 20× Gold20   | 120× Platin120 | 2× Diamant2 | 115.300.000  | riaa.com                                                                              |
| Vereinigtes Königreich (BPI)                                                                 | 5× Silber5 | 10× Gold10   | 18× Platin18   | —           | 8.095.000    | bpi.co.uk                                                                             |
| Insgesamt                                                                                    | 6× Silber6 | 164× Gold164 | 526× Platin526 | 5× Diamant5 |              |                                                                                       |